# Rochuskapelle (Neu-Moresnet)

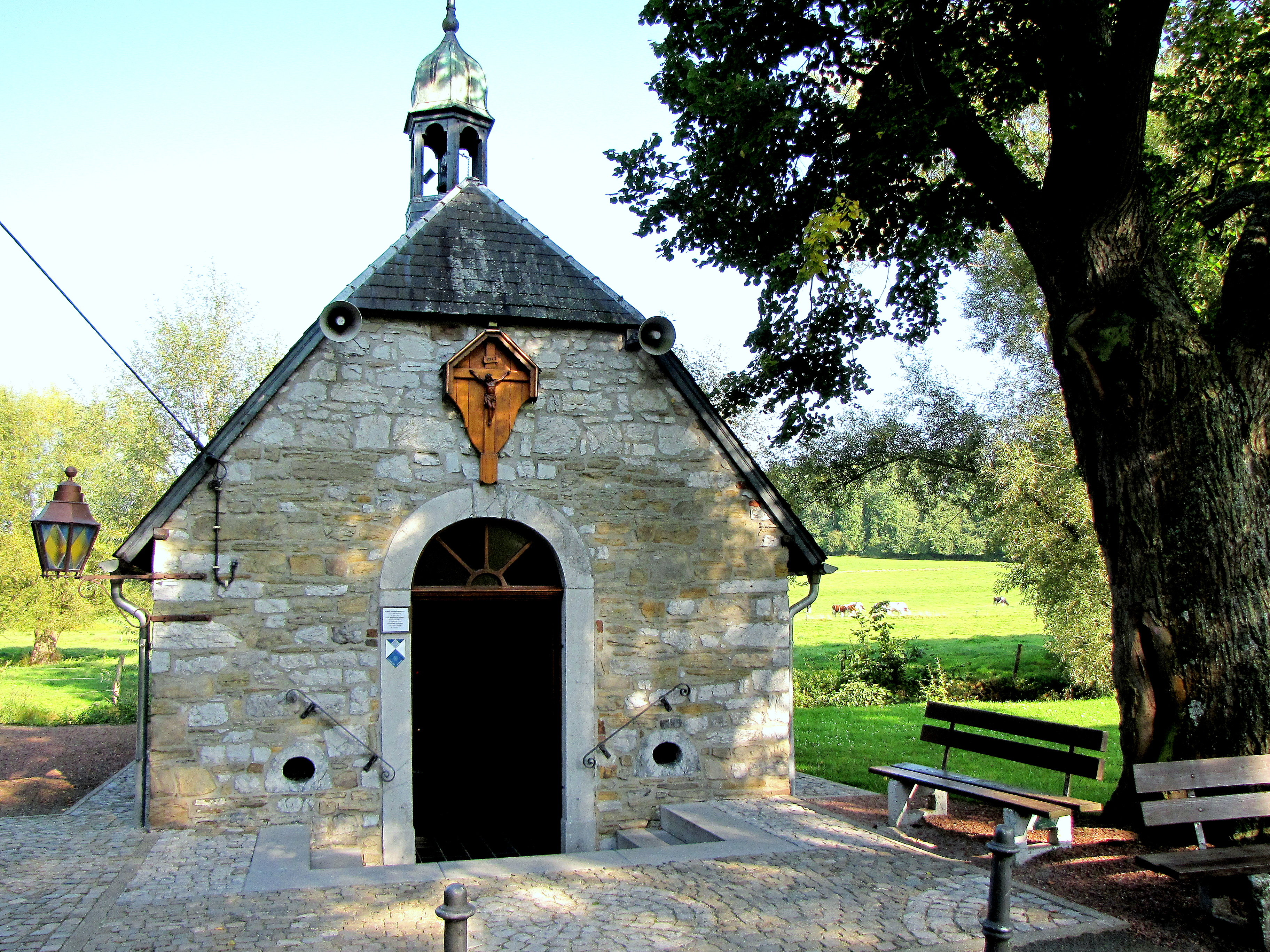
Rochuskapelle

Die Rochuskapelle in Neu-Moresnet, einem Ortsteil von Kelmis, Ostbelgien, ist eine seit 1646 urkundlich belegte kleine Kapelle, die dem heiligen Rochus von Montpellier, dem Schutzpatron der Pestkranken, geweiht worden war. Sie gehört seit 1946 zur Pfarrgemeinde Kelmis und steht seit 1983 unter Denkmalschutz. Die Mitglieder des örtlichen St. Rochus-Schützenvereins sehen sich von alters her als Schutzbeauftragte der Kapelle und sorgen sich um die Sicherheit und die Pflege des Bauwerks und der Einrichtung.

## Geschichte
Die Erbauung der Kapelle fand in einer Zeit statt, als das Gebiet unter der Regierung der katholisch geprägten Spanischen Niederlande stand und der Ort aus wenigen Gehöften und einigen Wohnhäusern für die Arbeiter in den dortigen Erzbergwerken bestand. Nach einer der vielen Pestepidemien in dieser Gegend bestand bei den Anwohnern offensichtlich der Wunsch, eine Kapelle zu erbauen, um dort für den Schutz vor Ansteckung beten zu können. Diese Kapelle wurde daraufhin inmitten der damaligen Fläche des Weilers Kelmis am Zusammenfluss von Grünstrasser- und Hornbach kurz vor der Einmündung in die Göhl erbaut und erhielt 1651 eine neue Glocke mit der Inschrift: „1651 + s.maria ora pro nobis“. Nachdem Kelmis am 29. September 1650 zur königlichen Herrschaft erhoben worden war und ab 1662 ein Kaplan angestellt wurde, fand täglich die Lesung einer Messe entweder in dieser Kapelle oder auf dem Gelände des Erzbergwerkes statt. Im Verlauf der folgenden Eroberungskriege des französischen Königs Ludwig XIV. wurde der Ort mehrfach Schauplatz von Kriegshandlungen und die Kapelle war Zerstörungen ausgesetzt und musste daraufhin im Jahr 1686 wieder neu errichtet werden.
In Kapellennähe pflanzten die Anwohner eine Linde, die einst als Gerichtslinde gedient haben könnte und heutzutage mit ihren fast vierhundert  Jahren stattliche Ausmaße angenommen hat. Mehrfach war in der Vergangenheit die Kapelle von Vandalismus und Raub betroffen, so zuletzt 1982, als wertvolle Gegenstände gestohlen wurden. Des Weiteren war sie durch ihre tiefe Lage zwischen mehreren Bachsystemen immer wieder einer Bedrohung durch Hochwasser ausgesetzt, was für massive Schäden an den Wänden und der Inneneinrichtung sorgte.
Eine weitere umfangreiche Innen- und Außensanierung erhielt die Kapelle schließlich im Jahr 2004, bei der sie mit Geldern aus dem Interreg-Programm komplett neu gestaltet und zugleich durch eine neue Drainage und Pflasterung vor Hochwasser geschützt sowie mit moderner Sicherheitstechnik ausgestattet wurde.

## Baubeschreibung

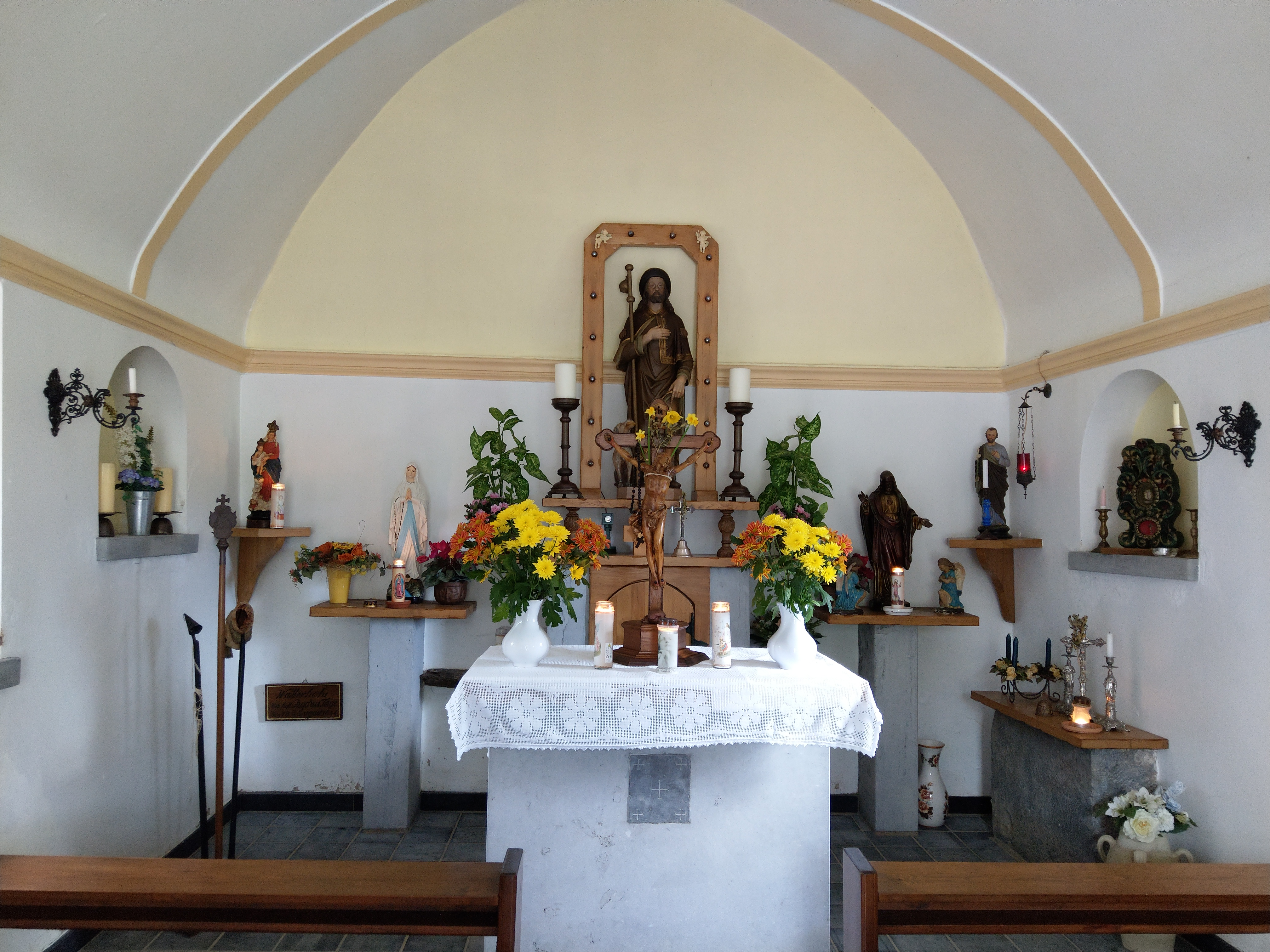
Innenansicht

Die einachsige rechteckige Kapelle wurde im barocken Stil in Bruchsteinbauweise mit einem aufgesetzten abgewalmten Schiefersatteldach errichtet, das von einem sechseckigen Dachreiter als Glockentürmchen gekrönt wird. Der Eingangsbereich mit seiner rundbogigen Tür, über der ein hölzernes Kreuz angebracht ist, befindet sich in der Hauptachse zwischen zwei niedrig liegenden Ochsenaugen, die alle mit Blausteinrahmen eingefasst sind. Das Kirchenschiff erstreckt sich über zwei Joche, die seitlich mit kleinen, durch Gitterstäbe geschützten Rundbogenfenstern mit Keilstein ausgestattet sind.
Die Innenausstattung entspricht nicht mehr dem Urzustand und wurde mehrfach geändert und erneuert. So stammen beispielsweise die Holzbänke im Innern sowie die schmiedeeisernen Schutzgitter aus dem Jahr 1985. Die Blausteineinfassungen an der Fassade und den Fenstern wurden ebenso 2004 erneuert wie der Altar und das Podium. Vor allem die Kunstgegenstände der Kapelle, darunter die Altarkrone, die Mutter-Gottes-Figur und der Altarkranz mit dem hl. Rochus sind Nachfertigungen aus den Jahren 2005/2006. Lediglich ein uralter Altarstein mit vier Weihekreuzen aus der Entstehungszeit der Kapelle, der bei früheren Restaurierungsarbeiten gefunden worden war,  wurde 1989 an der südlichen Seitenwand als Kredenztisch aufgestellt.